# أليسون هايتور
أليسون هايتور (بالإنجليزية: Allison Hightower)‏ مواليد 6 أبريل 1988 في دالاس، هي لاعبة كرة سلة أمريكية. بدأت مسيرتها الاحترافية في سنة 2010. تم اختيارها من قبل فريق كونيتيكت صن خلال الدرافت. تلعب مع كونيتيكت صن في دوري الاتحاد الوطني لكرة السلة النسائية. وتحمل الرقم 23.

## روابط خارجية
- أليسون هايتور على موقع الاتحاد الوطني لكرة السلة النسائية (الإنجليزية)
- أليسون هايتور على موقع كرة السلة الأوروبية.كوم (الإنجليزية)
- أليسون هايتور على موقع كلية كرة السلة في سبورتس رفرنس.كوم (الإنجليزية)
- أليسون هايتور على موقع بروبوليرز (الإنجليزية)
- أليسون هايتور على موقع سبورتس رفرنس (الإنجليزية)